# 北川芳輝
北川 芳輝（きたがわ よしてる、1949年4月20日 - ）は、日本の経営者。レオパレス21社長を務めた。埼玉県出身。

## 経歴・人物
1968年に蕨高等学校を卒業し、1974年にミヤマ(のちのレオパレス21)に入社。1977年に取締役に就任し、1983年6月に専務を経て、2006年12月に社長に就任。2010年2月に顧問に就任。